# Ježek (dřevo)

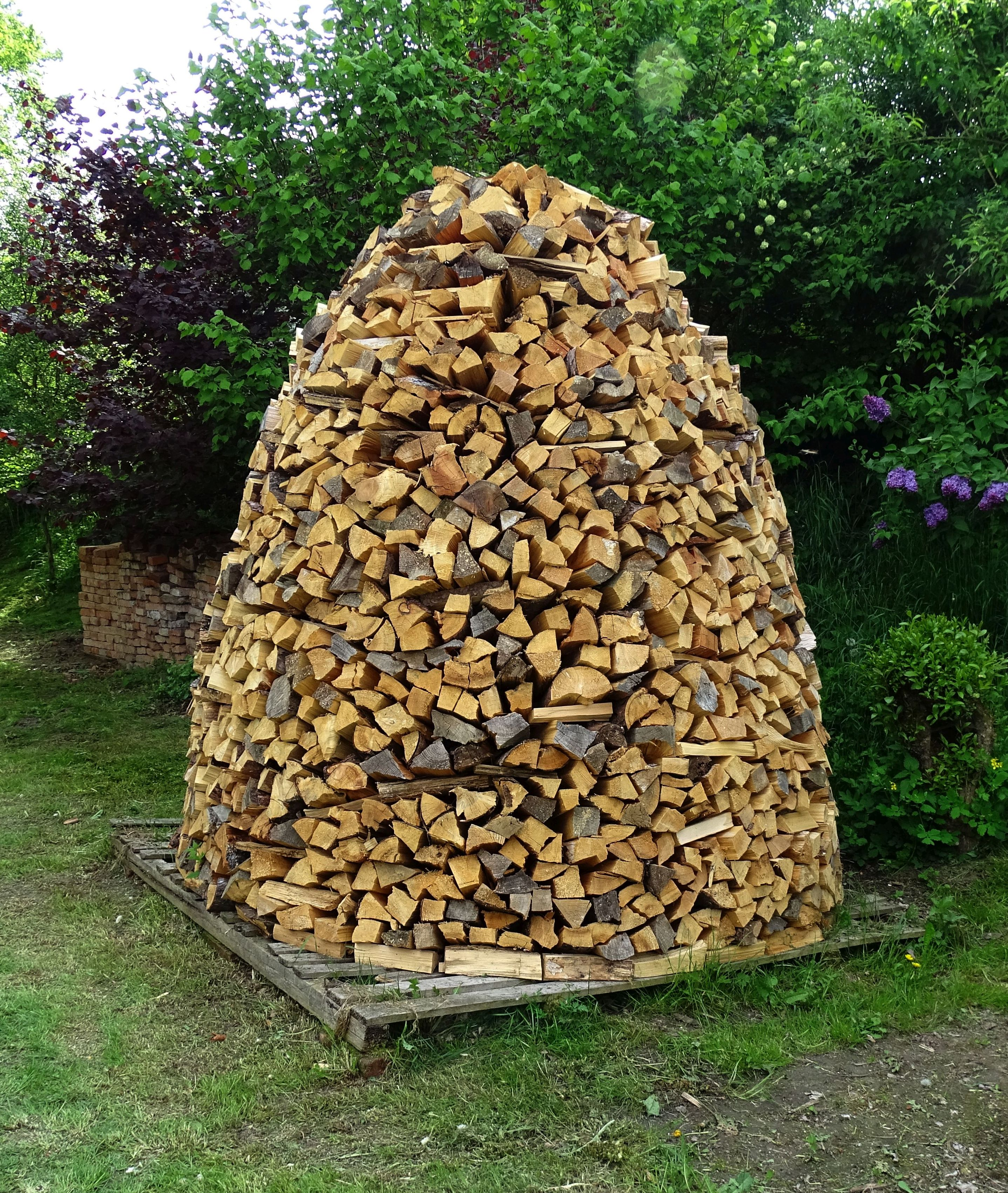
Kupka dřeva v Kosově Hoře

Polínkový ježek, palivový ježek či kupka je způsob ukládání dřeva (naštípaná dřevěná polínka) pro dlouhodobé skladování a proschnutí, kdysi typický pro pohraniční české hory. Obvykle má základna průměr dva a více metrů, výška od dvou metrů výše. Vršek je zakrytý proti dešti.
O popularizaci ježků se zasloužil i film Jana Svěráka Tři bratři, v němž Oldřich Kaiser v roli otce a hospodáře poučuje své syny: „Takovýho ježka, hoši, toho blbec nepostaví.“

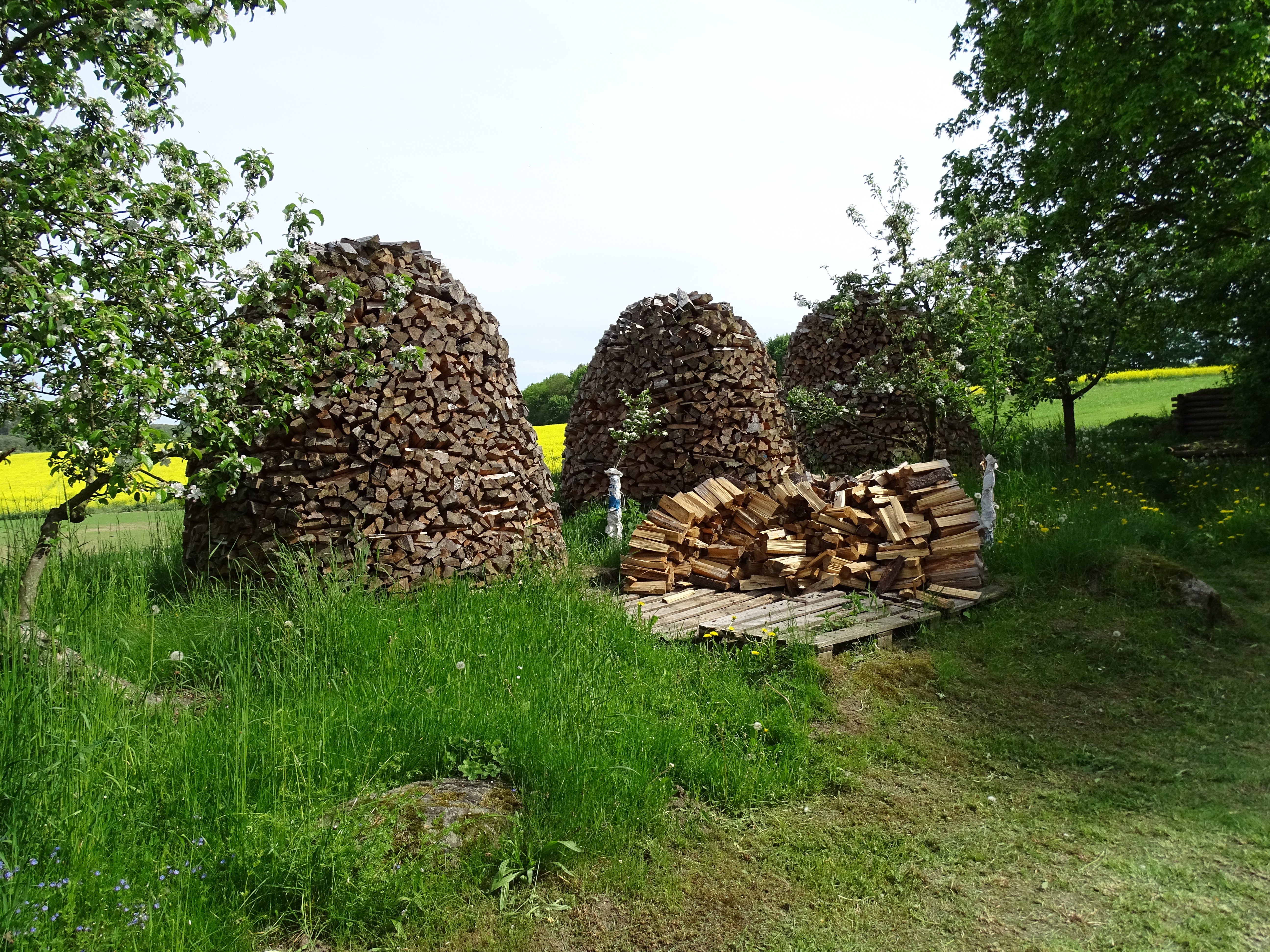
Kupky dřeva v Kosově Hoře
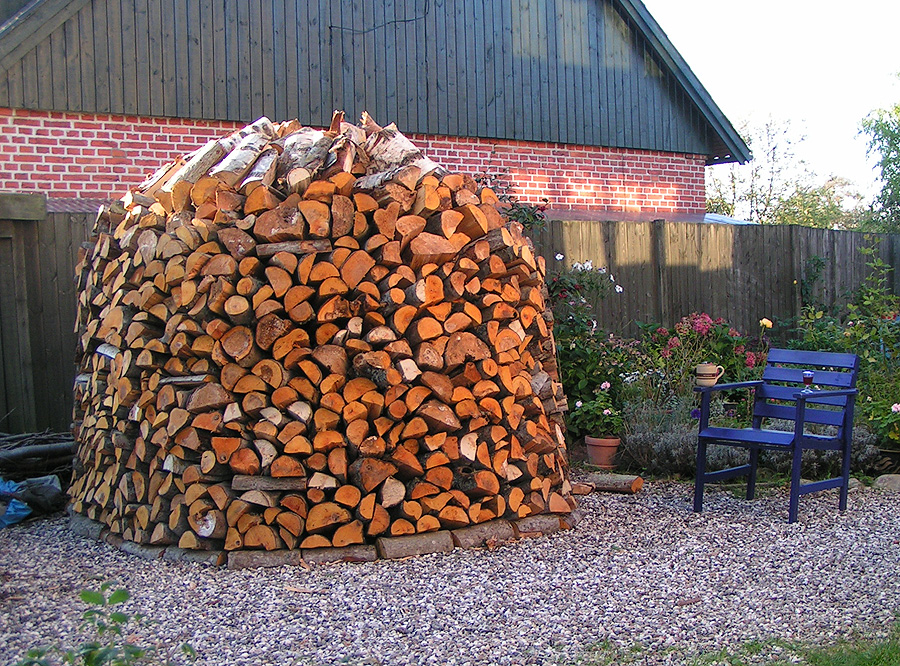
Kupka dřeva zřejmě v Dánsku
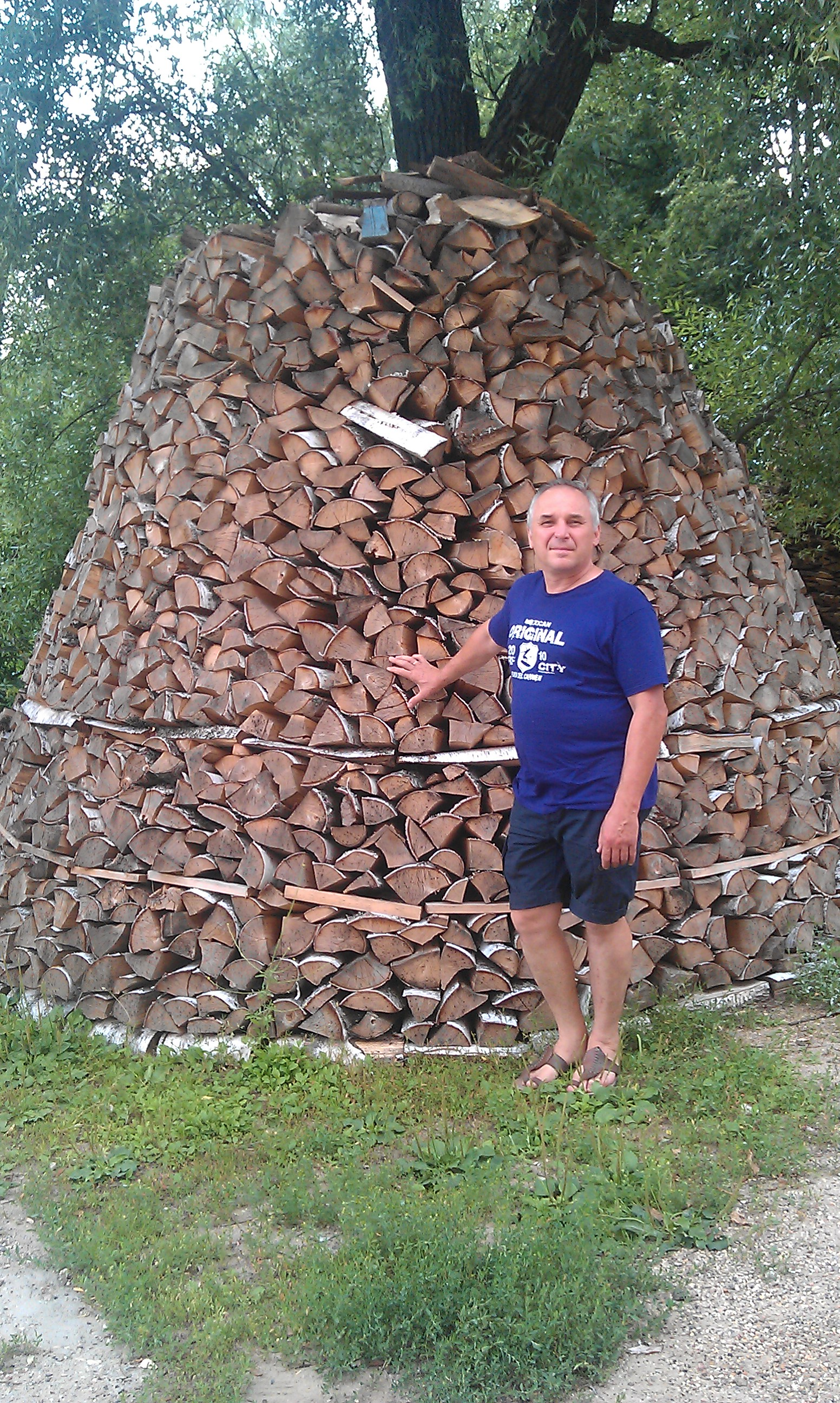
Kupka v moskevské oblasti v Rusku
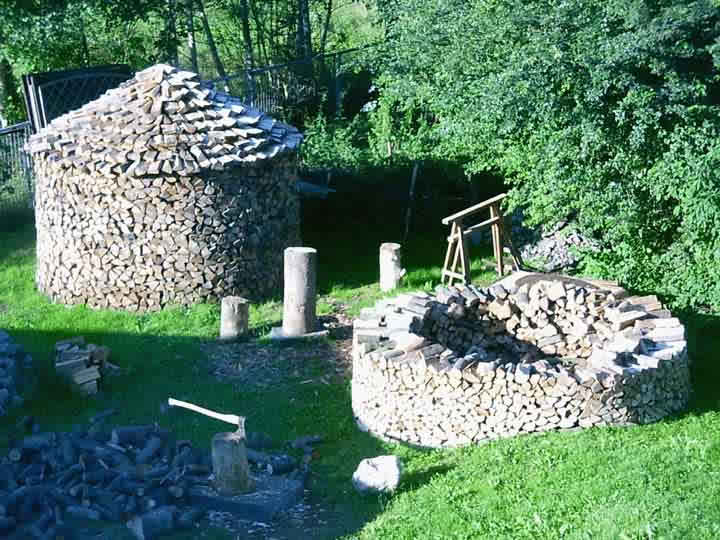
Obdobný typ stavby kdesi v Německu